# Graurücken-Leierschwanz
Der Graurücken-Leierschwanz (Menura novaehollandiae), auch Prachtleierschwanz genannt, ist eine im östlichen Australien beheimatete und in Tasmanien eingeführte Singvogelart.

## Merkmale
Der Graurücken-Leierschwanz hat eine fasanähnliche Gestalt und kräftige Beine. Das Männchen ist bis zu 100 Zentimeter lang, das Weibchen bis 86 Zentimeter. Das Federkleid ist vorwiegend braun. Das Männchen hat eine bis über 60 Zentimeter lange leierförmige Schwanzschleppe, die oben schwarz und rötlich braun, unten silberglänzend ist. Der Schwanz des Weibchens ist kürzer und nicht leierförmig.

## Lebensraum
Der Graurücken-Leierschwanz lebt in gemäßigten und subtropischen Regenwäldern. Er schläft in Bäumen.

## Lebensweise
Der Vogel sucht meist am Erdboden nach Nahrung, die er mit den Beinen ausscharrt. Er frisst Insekten, Würmer, Schnecken und andere Bodentiere.
Die Balz des Männchens besteht aus Gesängen und dem Entfalten der Schwanzschleppe über dem Körper. Ein Männchen paart sich mit mehreren Weibchen. Jedes Weibchen baut ein Nest am Boden, auf einem Baumstumpf, Baumfarn oder Baum aus Pflanzenteilen. Zur Polsterung verwendet es Federn. Das Weibchen legt ein einziges, grau bis purpurbraunes, dunkel geflecktes Ei. Ohne Unterstützung des Männchens bebrütet das Weibchen das Ei und zieht das Küken groß.
Neben »eigenen« Rufen (»blik blik« oder »bilik bilik«) ahmt der Graurücken-Leierschwanz Stimmen anderer Vögel und Säugerrufe nach. Selbst Umweltgeräusche wie die Signaltöne von Lokomotiven, das Klicken von Fotoapparaten oder die Geräusche von Motorsägen werden imitiert. Dadurch, so die Wissenschaftshistorikerin Barbara Wittmann, sei der Prachtleierschwanz wohl das einzige Tier, welches in seinen Gesang die Geräusche des Verschwindens des eigenen Lebensraums integriert habe.

## Unterarten
- Menura novaehollandiae edwardi
- Menura novaehollandiae novaehollandiae
- Menura novaehollandiae victoriae